# Mitra mitra
La mitra episcopal (Mitra mitra) es una especie de molusco gasterópodo marino de la familia Mitridae.

## Taxonomía
Fue descrito en 1758 por Carlos Linneo en la décima edición de su Systema naturae como Voluta mitra. El nombre de la especie deriva de la forma y coloración de su concha, que es similar a una mitra.

## Descripción
La longitud máxima del caparazón de esta especie es de 18 cm, generalmente hasta 14 cm. Como en todos los Mitridae, el caparazón es alargado, algo fusiforme, con un espiral alto. La abertura es alargada y estrecha, y el labio exterior es liso y no estriado. A diferencia de otras especies del género Mitra, el espiral no está muy marcado. La superficie de la concha es lisa, con unos pocos surcos espirales débiles hacia el extremo anterior. El color es blanco, con filas espirales de grandes manchas irregulares de color naranja o rojo.

## Distribución y hábitat
Es una especie de caracol marino ampliamente distribuida en el Indo-Pacífico, desde África Oriental, incluidos Madagascar y el mar Rojo, hasta el este de la Polinesia, el sur de Japón, la isla Wake, Hawái, el sur de Queensland y las islas Kermadec Vive en zonas intermareales y sublitorales, hasta una profundidad de alrededor de 80 m.

## Alimentación
Se sabe que Mitra mitra es un caracol depredador que se alimenta de gasterópodos y bivalvos más pequeños.